# Porija Hosejn Khanzadeh

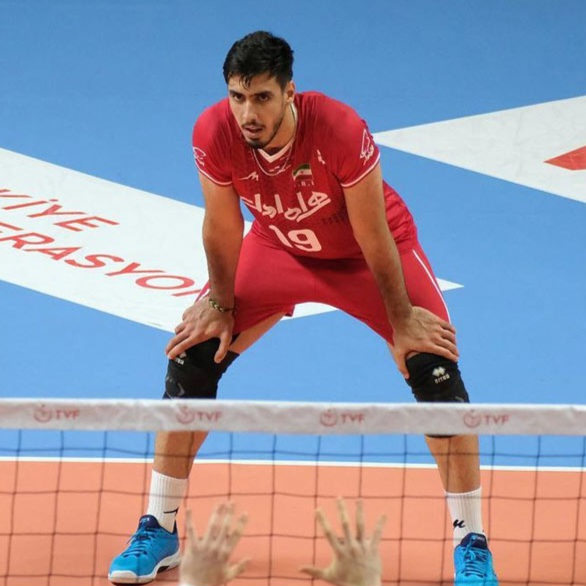
Porija Hosejn Khanzadeh reprezentantem Iranu w 2023 roku

Porija Hosejn Khanzadeh Firuzdżah (pers. پوریا حسین خانزاده‎ ; ur. 1 lipca 2004 roku w Babolu) – irański siatkarz, reprezentant Iranu, grający na pozycji przyjmującego.
Dzięki starszemu bratu, który grał w siatkówkę, w dzieciństwie sam zaczął grać, gdyż na swój wiek był wysoki. Jako 12-latek brał udział już w zawodach regionalnych i krajowych w Iranie.

## Sukcesy klubowe
Liga irańska:
- 2022[5], 2024[6]
- 2023

Klubowe Mistrzostwa Azji:
- 2022[7]

Puchar Włoch:
- 2025[8]

Puchar Challenge:
- 2025[9]

Liga włoska:
- 2025[10]

## Sukcesy reprezentacyjne
Mistrzostwa Świata Kadetów:
- 2021[11]

Mistrzostwa Azji Juniorów:
- 2022[12]

Igrzyska Azjatyckie:
- 2022

Mistrzostwa Świata Juniorów:
- 2023[13]

Mistrzostwa Azji:
- 2023[14]